# Miguel Otero Silva
 (juillet 2021).
Si vous disposez d'ouvrages ou d'articles de référence ou si vous connaissez des sites web de qualité traitant du thème abordé ici, merci de compléter l'article en donnant les références utiles à sa vérifiabilité et en les liant à la section « Notes et références ».
Pour les articles homonymes, voir Otero.
Miguel Otero Silva est un écrivain, journaliste, humoriste et politicien vénézuélien, né à Barcelona (Anzoátegui) le 26 octobre 1908 et mort à Caracas le 28 août 1985. Il demeure une grande référence dans la littérature vénézuélienne, ses œuvres littéraires et journalistiques étaient étroitement liées à l'histoire politique et sociale du Venezuela.

## Biographie
Miguel Otero Silva naît le 26 octobre 1908 à Barcelone, ville de l'Anzoátegui du Venezuela, de l'union de Henrique Otero Vizcarrondo et de Mercedes Silva Pérez. 
Il étudie au lycée San José à Los Teques puis à celui de Caracas dont le directeur à l'époque est Romulo Gallegos.
En 1925, il rentre dans l'Université Centrale du Venezuela pour faire des études d'ingénieur. Il publie en même temps des poèmes et des nouvelles sur certains magazines de la capitale.
Il adhère en 1927 à la FEV, Fédération des étudiants du Venezuela. En février 1928 il participe à la Semaine de l'Étudiant organisée par la FEV, manifestation étudiante punie peu après par l'emprisonnement de ses dirigeants dont Rómulo Betancourt.
De 1929 à 1936, il s'exile en Espagne, France, et la Trinité. En 1936, il retourne au Venezuela mais l'année d'après Eleazar López Contreras, chef d'état à l'époque, publie un décret d'expulsion pour 47 dirigeants politiques dont Miguel Otero.
Il vivra jusqu'en 1940 en Colombie, au Mexique, Panama et États-Unis, à son retour au Venezuela il reprend ses activités journalistiques et littéraires.
En 1943, il fonde aux côtés de son père et de Antonio Arráiz le quotidien El Nacional.
Six ans après, il est diplômé d'une licence de journalisme de l'université centrale du Venezuela, il appartient à la première promotion de cette filière d'études. Cette même année 1949, il est nommé président de l'Association vénézuélienne des journalistes.

Il publie Casas Muertas en 1955, et obtient pour ce livre le prix national de littérature du Venezuela.
En 1958, il est élu sénateur  pour l'État d'Aragua.

En 1960, il obtient le prix national de journalisme et est élu membre de l'Académie des lettres de l'Uruguay, puis en 1971 il rentre à l'Académie vénézuélienne de la langue.

En 1980, on lui accorde le prix Lénine et en 1984 l'université de Mérida lui donne le titre de docteur honoris causa.
Il meurt à Caracas le 28 août 1985.

## Œuvres
- Fiebre (1931)
- Agua y cause (poesía, 1937)
- Casas muertas 1955, traduction française (Maisons mortes) 1957 disponible en ligne
- La muerte de Honorio (1958)
- Oficina número 1 (1961)
- La mar que es morir (poesía, 1965)
- Poesía hasta 1966 (poesía, 1966)
- Cuandro quiero llorar no lloro (1970)
- Lope de Aguirre, príncipe de la libertad (1975)
- La piedra que era Cristo (1984)